# 李命進
李命進（1974年4月12日—），韓國漫畫家，1993年於南韓仁德技術學院視覺設計系畢業。
1992年連載他的第一部作品，《可能会发生好事的下午》，並獲得第一届CHAMPSUPER漫画比赛优秀奖1997年12月開始連載《少年CHAMP》《仙境傳說》等作品。
2007年已休筆，所以有韓國版冨樫義博的稱號。